# Samson Fainsilber
Samson Fainsilber (Iași, 18 maggio 1904 – Parigi, 19 dicembre 1983) è stato un attore e cantante francese.

## Biografia
Samson Fainsilber nacque in una famiglia di ebrei aschenaziti della Moldavia, una provincia della Romania, emigrati in Francia prima della prima guerra mondiale.
Suo padre fu un giornalista di sinistra ed ebbe un fratello di nome Benjamin.
Il suo fisico ricorda quello del famoso tragediografo Édouard de Max, suo connazionale. Apparve per la prima volta al Théâtre des Mathurins nel 1924, interpretando il ruolo del protagonista di Akim, rivelandosi poi nei teatri di avanguardia.
Fu per molti anni primo attore giovane all'Odéon diretto da Firmin Gémier e recitò in tutto oltre trecento testi di ogni genere. Tra l'altro, recitò in Italia nel 1934 al fianco di Ida Rubinštejn in Fedra.
Si distinse in ruoli di caratterista nei film parlati negli anni '30.
Nel 1940 fu privato dal governo di Vichy della nazionalità francese, che aveva acquisito precedentemente per naturalizzazione come ebreo rumeno. Questo provvedimento colpì anche altri attori e personaggi cinematografici di origine ebraica come Véra Korène, Pierre Chenal e Jean Temerson, o per un altro motivo come René Clair.
Dopo la Liberazione curò trasmissioni radiofoniche e tenne lezioni di teatro, poi diresse il teatro di Monte-Carlo. Interpretò piccoli ruoli al cinema e in televisione negli anni '70 e morì per un attacco di cuore nella sua casa parigina.
È autore dei libri L'Acteur de théâtre (1945), pubblicato dopo la Liberazione, e di Comment devenir comédien, pubblicato nel 1983.

## Opere

### Teatro
- Fragile d'André Lang, 1929;
- Histoires de France di Sacha Guitry, 1929
- Judith di Jean Giraudoux, 1931;
- Ce soir on improvise di Luigi Pirandello, 1935;
- Peer Gynt di Henrik Ibsen, 1935;
- Les Chevaliers de la Table ronde di Jean Cocteau, 1937;
- Borgia di Herman Closson, 1947;
- Back Street di Michel Dulud, 1952;
- Madame Sans-Gêne di Victorien Sardou e Émile Moreau, 1960;
- Frédéric di Robert Lamoureux, 1969;
- Le Maître de Santiago d'Henry de Montherlant, 1971;
- Le Soleil se couche di Michel de Ghelderode, 1974;
- La Bande à Glouton di Jacques Fabbri & André Gillois, 1974;
- Marius di Marcel Pagnol, 1976.

### Letteratura
- L'Acteur de théâtre, 1945;
- Comment devenir comédien, 1983.

## Filmografia

### Cinema
- La fine del mondo (La Fin du monde), regia di Abel Gance (1931)
- La portatrice di pane (La porteuse de pain), regia di René Sti (1934)
- Odette, regia di Jacques Houssin e Giorgio Zambon (1934)
- Marie des Angoisses, regia di Michel Bernheim (1935)
- Jérôme Perreau héros des barricades, regia di Abel Gance (1935)
- Les Clandestins, regia di André Chotin (1946)
- Versailles (Si Versailles m'était conté...), regia di Sacha Guitry (1954)
- Si Paris nous était conté, regia di Sacha Guitry (1956)
- Un lenzuolo non ha tasche (Un linceul n'a pas de poches), regia di Jean-Pierre Mocky (1974)
- La vita è un romanzo (La vie est un roman), regia di Alain Resnais (1983)

### Televisione
- Papà chioccia (Papa Poule) – serie TV, episodi 1x03-2x04-2x05 (1980-1982)